# New Mexico State Route 17
Die New Mexico State Route 17 (kurz NM 17) ist eine State Route im US-Bundesstaat New Mexico, die in Nord-Süd-Richtung verläuft.
Die State Route beginnt an den U.S. Highways 64 und 84 in Chama und endet nach 15 Kilometern an der Grenze zu Colorado. Nach der Grenze wird sie zum Colorado State Highway 17. In Chama  zweigt die New Mexico State Route 29 ab.